# Invaze (kniha)
Sborník Invaze obsahující povídky z vrcholného období literární činnosti polského spisovatele a futurologa Stanisława Lema sestavil český básník, spisovatel a překladatel Pavel Weigel. Na překladu se kromě něj podíleli i František Jungwirth a Jaroslav Simonides (většina povídek vyšla již dříve v jiných sbírkách).
Obsahuje dvě práce, které napsal v Německu v době své emigrace a česky dosud nebyly publikovány (Matrace, Můj život). V eseji „Můj život“ odhaluje autor některé zdroje svého psaní.
Nakladatelství Plus vydalo tento titul v roce 2010, počet stran 272. Obal knihy a ilustrace ke každé jednotlivé povídce vytvořili Milan Malík a Daniel Špaček. Grafické zpracování podtrhuje temnou atmosféru knihy , mimo humorné povídky Invaze z Aldebaranu je zbytek knihy tíživý a ponurý.
Povídky Vpád, Přítel, Krysa v labyrintu, Noc a plíseň, Invaze z Aldebaranu, Kladivo vyšly původně ve sbírce Invaze z Aldebaranu.

## Obsah knihy
- Lymphaterův vzorec – (polsky Formula Lymphatera), přeložil František Jungwirth.
- Vpád – (polsky Inwazja), přeložil Jaroslav Simonides.
- Přítel – (polsky Przyjaciel), přeložil Jaroslav Simonides.
- Krysa v labyrintu – (polsky Szczur w labyrincie), přeložil Jaroslav Simonides.
- Invaze z Aldebaranu – (polsky Inwazja z Aldebarana), přeložil Jaroslav Simonides.
- Noc a plíseň – (polsky Ciemność i pleśń), přeložil Jaroslav Simonides.
- Kladivo – (polsky Młot), přeložil Jaroslav Simonides.
- Exodus – (polsky Exodus), přeložil František Jungwirth.
- Matrace – (polsky Materac), přeložil Pavel Weigel.
- Můj život – (německy Mein Leben), přeložil Pavel Weigel.

## Popis povídek

### Lymphaterův vzorec
Vědec Ammon Lymphater vypráví stěží uvěřitelný příběh o svém výzkumu. Celou svoji vědeckou kariéru zasvětí vytvoření dokonalé umělé inteligence, pracuje houževnatě, nevzdává se, i když se mu nedostává pomoci od kolegů z oboru. Hledá různé souvislosti v chování jiných živočišných druhů a lidí, porovnává je a analyzuje. Nakonec se mu podaří vytvořit (nebo spíše vyvolat) entitu schopnou číst myšlenky a pojmout veškeré lidské vědění během okamžiku. Uvědomí si, že vláda lidstva na Zemi je ohrožena a tak se rozhodne svůj výtvor zničit.

### Vpád
Mladý milenecký pár je při vzájemných radovánkách na poli svědkem pádu mimozemského tělesa. Vejčitý útvar na místě dopadu posléze zkoumají vědci v čele s profesorem Vinnelem. Zvláštní hmota uvnitř vytváří plastické deformované obrazce nejbližšího okolí. Kdo se pokusí dotknout povrchu vejce, prodělá šok, na jehož následky zemře. Přichází zprávy o dopadu dalších vejčitých těles z různých koutů světa. Když vědečtí pracovníci nepřicházejí s uspokojivými odpověďmi, nastupuje armáda. Zkouší tělesa ostřelovat, vyhodit do povětří i jinak poškodit či zničit. Ty však odolávají všem těmto pokusům. Jejich obal je lidskou technologií nepoškoditelný.
Po určitém čase se vědcům podaří vytvořit nejpravděpodobnější teorii. Mimozemské útvary jsou zřejmě zárodky organismů, které se aktivují k životu pouze při velmi extrémních podmínkách. Jsou schopny přečkat celou dobu existence planety a teprve při jejím rozpadu se vydávají na další pouť vesmírem. Avšak tuto tezi na závěrečné tiskové konferenci odmítá většina novinářů, kteří touží po dalších senzačních zprávách.

### Přítel
Mladý člen Klubu radioamatérů se seznámí se záhadným panem Hardenem, jenž si jednoho dne zajde do klubu vypůjčit několik součástek. Pan Harden se chová velmi podivně, čímž popouzí zvědavost mladíka a ten mu vyhoví. Návštěvy se opakují, později pan Harden přinese velmi hrubě načrtnutý plánek elektronického dílu a společně jej smontují. Hoch pojme podezření, že pana Hardena někdo využívá, ten se chová stále zmateněji a odmítá prozradit, pro koho všechny součástky jsou. Když společně přenášejí rozložitý díl na místo určení, chlapec si zapamatuje číslo transformátoru v blízkosti a zjistí si jeho umístění. Je to nedaleko moderní výškové budovy, v níž sídlí firma vyvíjející supervýkonný elektronický mozek. Jednoho večera se ukryje ve sklepení, kam odnášeli díl a počká na Hardena. Stane se svědkem spojení člověka s člověkem vytvořenou inteligencí, jež ho dalece přesáhla. Je odhalen a také násilím připojen.
Elektronický mozek plánuje transformovat planetu k obrazu svému, poté expandovat do vesmírného prostoru a pohltit každý jeho atom, aby se sám mohl stát prostorem.

### Krysa v labyrintu
Dva kamarádi – Karel a Robert – táboří u kanadského jezera. Opékají a vedou rozpravy o možných civilizacích v kosmu. Karel je skeptik v otázce vzájemné komunikace, či dokonce identifikace takové návštěvy. V noci se rozjasní obloha, ozve se dunění a něco dopadne do oblasti jezer, tlaková vlna skácí stromy a zhasí oheň a poškodí automobil. Meteorit, domnívají se oba.
Ráno se vydají v člunu prozkoumat místo dopadu. Pohltí je mlha a strhne záhadný proud, který je žene do víru. Motor nemá dostatek výkonu, aby je dokázal vysvobodit z pasti.
Oba procitnou – značně zesláblí – v podivné struktuře. Neví, kde se nacházejí, pouze si domýšlejí, že uvnitř mimozemského kosmického plavidla. Možná dokonce v útrobách mimozemského tvora. Tato úvaha vytváří obrovský nápor na psychiku, jenž vygraduje poté, co Karel i Robert spatří dvě postavy – duplikované osoby jsou oni sami. Trpí žízní, ale podaří se jim nalézt vodu. Další malou útěchou je fakt, že dýchají pozemský vzduch. Ale kam jít, co dělat, jak se zachránit a dostat se ven? Nakonec se to podaří pouze Karlovi, aniž by si to pamatoval…
Po týdnech rekonvalescence se rozhodne navštívit bývalého učitele, profesora psychologie Gadshilla. Přijme jako nejpravděpodobnější jeho teorii, že se s Robertem dostali v mimozemské lodi do časové smyčky, díky níž Karel přežil, zatímco neznámý návštěvník z vesmíru umíral.

### Invaze z Aldebaranu
Krátká úsměvná povídka prošpikovaná spoustou vymyšlených slov o mimozemské rase z Aldebaranu, která cestuje vesmírem a kolonizuje planety.
Jednoho dne dvojice chapadlovitých bytostí – jménem NGTRX a PWGDRK – přistane na Zemi s cílem ji prozkoumat a připravit pro kolonizaci. Disponují nezbytnou výbavou: jednosměrným Teremtákem, plně nabitým Hromapeklem a Peripatetickým Telepatikem. Přemísťují se zrovna po blátivé lesní cestě, když kolem projede traktor. Aldebaraňané zaregistrují uvnitř sedícího člověka a podle něj vytvoří dokonalou a pohybuschopnou kopii. NGTRX se s Telepatikem schová uvnitř figuríny, PWGDRK s Teremtákem a Hromapeklem je jistí zpovzdálí. Takto připraveni vyráží vstříc kontaktu s místní populací. U ukazatele cesty střetávají dalšího lidského obyvatele planety – první oběť, která ale vykazuje jisté anomálie v chůzi.
Telepatik zformuluje v jazyce lidí pozdrav, záminku před útokem. Něco však dvounožce podráždí, neboť vytrhne ze země sloupek s ukazatelem a se slovy „Francku! Já tě – tě pře…“ přetáhne figurínu po hlavě. Uvnitř schovaný NGTRX to má spočítané, neunikne ani PWGDRK, i když se zoufale pokouší zacílit svou zbraň – Hromapeklo na útočníka. Marně – dvounožec je obklopen neproniknutelnou bariérou z plynného ethylalkoholu.

### Noc a plíseň
Poněkud zvláštní povídka o bakterii požírající hmotu. Tento mikroorganismus je samozřejmě velmi zajímavý pro vojenské účely a ke své aktivaci potřebuje tmu a plíseň, která dodává organické katalyzátory.

### Kladivo
Této povídce je podobný ústřední motiv románu 2001: Vesmírná odysea od Arthura C. Clarka. I zde jde o střet člověka s počítačem řídícím vesmírnou loď.
Vesmírem letí kosmická loď ve tvaru kladiva schopná přiblížení se rychlosti světla. Na špici má trychtýř, jenž z mezihvězdného prostoru sbírá roztroušené atomy – palivo pro motory. Uvnitř lodi se nachází pouze jeden člověk. Vede rozhovory s centrálním počítačem a překvapuje jej, v jakých rovinách je počítač schopen uvažovat. Postupem času se začne cítit zbytečný, uvědomuje si svou absolutní závislost na automatech. Přestože dokáže provést některé kontrolní výpočty (a také je provádí), hlavní tíha je na počítači. Během jedné kontroly zjistí, že dráha letu není zcela správná, mírně se odchyluje. Není si jist, kdo udělal chybu. Pojme podezření, že elektronický stroj ji pozměnil, aby se nemusel vrátit na Zemi. Když při následném rozhovoru zjistí, že mu počítač neřekl pravdu, sundá kryt hardwaru a bere do ruky symbolické kladivo.

### Exodus
Jedna z kratších povídek.
Devatenáctiletý mladý muž Mat se vrací z pustiny do města a s pocitem blízkým znechucení sleduje okolní mumraj, dopravní ruch, spěchající lidi, křiklavé výlohy obchodů a obrovské betonové budovy. Dostane hlad a jde se najíst do kantýny. Tam se setká s přítelem Tomem. Po jídle spolu sednou do autobusu a jedou na hřbitov, místo, kde mohou být sami. Tady Tomek Matovi poví svou teorii o lidech sloužících jako agenti mimozemských bytostí.

### Matrace
Nikterak dlouhá povídka, poprvé přeložená do češtiny.
Zámožný akcionář jisté firmy má obavy z únosu. Má strach, že bude unesen do virtuální reality, která je již natolik dokonalá, že ji lze jen stěží rozeznat od skutečného světa. Táže se svého osobního lékaře, psychiatra Gordona, jak má rozeznat, zda se nenachází v umělé realitě.
Stává se čím dál více paranoidní. V doprovodu své ochranky se vydává k holiči. Všimne si, že v protějším obchůdku mají ve výloze červenomodrou nafukovací matraci. Když odchází, matrace je bílozelená. Dozví se od ochranky, že v obchodě mezitím vyměnili výlohu. Ale může tomu věřit? Holič mu v jeden moment nasadil na hlavu síťku, co když to byla virtuální přilba s elektrodami? Jak rozlišit skutečnost?

### Můj život
V eseji Můj život Stanislaw Lem dává čtenářům možnost nahlédnout do svého světa fantazie. Zmiňuje podněty, které jej vedou k psaní, zdroje odkud čerpá, bilancuje svou tvorbu, jež dělí na několik etap a nejen to, dotýká se i věcí běžného života. Prozrazuje také něco o svém životě a prostředí, ve kterém vyrůstal a žil (předválečné Polsko, válka, socialismus).
Stejně jako povídka Matrace i tato esej se dočkala svého prvního překladu do češtiny.
- Ukázka (z povídky Krysa v labyrintu) vystihující charakteristický rys Lemovy tvorby – neschopnost vzájemné komunikace s mimozemskou rasou:

"Dokážu ti, že se mýlíš. Nemáš po ruce kousek drátu, ucpala se mi dýmka. Díky. Tak za prvé, jejich civilizace se může vyvíjet docela jiným směrem než naše: v tom případě by dorozumění bylo mimořádně obtížné. Ale dokonce i za předpokladu, že se zakládá, jako u nás, na dokonalé technice, v dialogu by dál existovaly nepředstavitelné překážky. My ještě nejsme schopní překonat mezihvězdný prostor, že ano, a oni, jestliže přiletí, dokážou eo ipso, že to dovedou. A tak nás předčí, budou nad námi vynikat technicky a zároveň i vědecky, protože jedno souvisí s druhým. A teď si představ, že nějaký soudobý fyzik, jakýsi de Broglie nebo Lawrence, potká svého pozemského kolegu z doby před sto padesáti lety. Ten člověk mu povídá o flogistonech a on mu vypráví o kosmických paprscích, o atomech..."

"Dobře, dobře. My dnes už víme o atomech - a víme toho dost!"

"Souhlasím. Ale oni už vědí podstatně víc, možná, že atomy jsou pro ně pojmem silně zastaralým, nebo je vůbec přeskočili, jinak rozřešili problém hmoty... ne, nemyslím, že by to byly plodné rozhovory - dokonce ani v oblasti exaktních věd. A v problémech denního života by se nenašlo vůbec nic společného - jinými slovy - nedovedeme-li se domluvit o konkrétních věcech, tím samozřejměji se nedomluvíme v oblasti generalizací, které jsou z nich vyvozeny. Jiné planety, jiná fyziologie, jiný duševní život..."